# Can Tonelada
Can Tonelada és una casa d'Amer (Selva) inclosa a l'Inventari del Patrimoni Arquitectònic de Catalunya.

## Descripció
Edifici cantoner de tres plantes i coberta de doble vessant a façana situada en un carrer de forn desnivell que baixa de l'antiga estació del tren d'Olot. Està arrebossat i pintat a excepció de la cadena cantonera, l'ampit d'una de les finestres i el marc de la porta principal. Té un pati a la part posterior (nord) i lateral (est). La façana lateral és de pedra vista i les obertures, petites, són emmarcades de rajola.
La planta baixa consta d'un portal de garatge (metàl·lica) i d'una porta emmarcada de pedra sorrenca i forma d'arc rebaixat.
El primer pis consta d'una finestra amb ampit de pedra sorrenca i d'un balcó amb barana de ferro senzilla i pintada de blanc.
El segon pis presenta dues finestres d'arc de mig punt amb balconet no emergent de barrots de ferro senzills.
El ràfec és de tres fileres, dues de rajola plana i una de teula al mig.

## Història
Casa originària del segle xix i reforma a finals del segle XX (1999-2000). En aquesta última reforma s'ha realçat el sostre i refet l'arrebossat i la pintura de la façana.
El model de casa de l'interior del nucli d'Amer, com la majoria de cases de pagès, constava de dos plantes: una planta baixa pel bestiar i com a paller, i a les plantes superiors per a habitatge era comú fins al segon terç del segle xx.
El nom de Can Tonelada, és el nom popular de la casa. Com que aquest propietari tenia altres cases a Amer, també reben el mateix nom.